# William Jameson
William (Guillermo) Jameson (Edimburgo, 1796 - Quito, 22 de junio de 1873) fue un médico, botánico y naturalista escocés-ecuatoriano. Fue seminarista y aprendió latín; estudió entre 1814 a 1818, en el Real Colegio de Cirujanos de Edimburgo, graduándose de doctor en Química, Ciencias Naturales y en Medicina en 1819.

## Biografía
Realizó varias expediciones como cirujano a bordo, primero a la bahía de Baffin, después a la  Jamaica británica en 1820, y luego a Sudamérica, donde su barco fue atacado por la flota española durante el Sitio del Callao. En 1826 se establece en Quito, Ecuador, trabajando de profesor de química y botánica en la Universidad Central del Ecuador.
En 1827 visita las provincias de Imbabura y Esmeraldas, asciende al Mojandas y al Cayambe. Contrae matrimonio con la ecuatoriana Antonia Olivera y González-Cortés, con descendencia.
En 1830 es designado miembro de la "Comisión de Boticas". En 1831 hace amistad con el químico francés Juan Bautista Boussingault, que fundaría la "Química Experimental Agrícola" en España. Ese año vive en Cuenca en casa de parientes de su esposa. En 1832 su amigo el Coronel Francisco Hall le presenta al Dr. Manuel de la Gala, Decano de la Facultad de Medicina quien lo designa profesor de Botánica; y obtiene de la Municipalidad de Quito una parte de la Alameda para formar un jardín botánico con spp. traídas de Europa (aún hoy se observan cipreses de los que plantó). Ese año se compromete como revolucionarío con el Coronel F. Hall. El día que se ordenan las prisiones contra los miembros de la "Sociedad del Quiteño Libre", concurre Jameson al local de la imprenta y se comunica en inglés con Hall, haciéndole salir cinco minutos antes de que llegaran los soldados, que apresaron a Pedro Moncayo solamente.
En 1835 explora la región de Baños con el presidente Vicente Rocafuerte. Y edita "Physical and Geographical observations made in Colombia". En 1836 con capitales de Guayaquil y de Cuenca explota minas en Pilzhum, de propiedad del general Ignacio Torres y Tenorio. Ya era "Cónsul General de Inglaterra" en Quito y contaba entre sus discípulos al joven Manuel Villavicencio Montúfar.
En 1839 es médico en la Universidad Central del Ecuador. Y en 1841 estudia en el Golfo de Guayaquil, el área entre la Isla Puná y el Puerto del Morro, para localizar el sitio más apropiado para fundar un leprosario.
En noviembre de 1842 estuvo grave con fiebre amarilla, salvándose.
En 1843, en Quito, es director de la Casa de la Moneda, y se acuñan monedas con sus iniciales "G.J.". Realiza en mayo de 1844 expediciones a Guaranda, Sinchig y las Salinas. Para en 1846 ayudar a Manuel Villavicencio en su "Museo de Objetos Arqueológicos" (y armas, trajes indígenas, minerales y aves disecadas). En 1850 su hija Carmen ingresa como novicia al Convento del Carmen Bajo de Quito. Continua con su tarea como médico y en 1852, con el Dr. Miguel Vergara aplica sedante a un paciente y lo cura de una inflamación hepática y base del pulmón derecho.
En 1857 investiga en las riberas del río Napo y recorre la cordillera oriental, Papallacta, Güila, Baeza, el río Bermejo, el río Cosanga, Jondachi, Archidona, Tena, Napo, Aguano, Santa Rosa y regresa por la misma vía, luego baja al cráter del Pichincha con Gabriel García Moreno, comprobando que tiene 770 m de profundidad.
En 1858 aparecen en "Journal of the Royal Geographic Society" de Londres sus artículos "Excursion made from Quito to the river Napo. January to May, 1857" 18 pp. y "Botanical Excursion to Salinas and Indian village of Chimborazo", 7 pp.
En 1862 viaja a Inglaterra con sus hijos Juan y Tomás y al regreso goza de la confianza del Presidente García Moreno. En 1864 viaja por el Cañar, el cerro de Pilzhum, Cuenca, Sorrocucho, Paute, Oña, Saraguro y Loja. En 1864 comisionado por el gobierno ecuatoriano, comienza a trabajar en una publicación de la flora de Ecuador, Synopsis Plantarum Aequatoriensium (en castellano), donde los v. 1 y 2 aparecen en 1865. Y esa obra no se completó. El "British Museum" tiene el texto del 3.er v. no publicado, pp. 1-136; y la "Biblioteca USDA tiene una copia. Son dos tomos de 333 y 324 pp. bajo el auspicio de García Moreno, en el Diario Oficial. La obra tiene desde los géneros de las ranunculáceas hasta las labiatas. El padre Luis Sodiro al comentarla dice que los conocimientos botánicos de Jameson eran muy exiguos, sin embargo hizo grandes colecciones que enviaba periódicamente a Europa y fue el autor de la primera tentativa para escribir una flora en el Ecuador. Agregando a continuación: "Agotada su fuente, es decir , la obra de la cual había copiado la suya, copiando fielmente la diagnosis latina, se encuentra muy poco suyo en el libro, pues hasta las observaciones generales que hace sobre las familias, son traducciones de obras europeas y se refieren especialmente a plantas que no existen en el Ecuador. De las indígenas se busca en vano observaciones originales. Muchas de las plantas más comunes que había visto con frecuencia en las cercanías de Quito y que existían en su propio herbario faltan en su flora, porque no las encontró en el autor consultado".
En 1869 realiza un viaje a Edimburgo, previo paso por la Argentina para visitar a sus hijos, uno de ellos yerno del gobernador de la provincia de San Juan Dr. Saturnino de la Presilla, quienes habían migrado para trabajar con su tío Olivera sujeto de gran fortuna; retorna a Quito en 1872, falleciendo muy pronto. Durante su estadía en Argentina, fue retratado por el pintor Benjamín Franklin Rawson; la obra, que fuera donada por el Dr. Guillermo Salvador Jameson, se encuentra en el Museo Nacif Weiss de Rivadavia (San Juan).
Jameson realiza investigaciones botánicas y colecciona especímenes en Groenlandia, Ecuador y otros países sudamericanos. Junto con Hall envío colecciones al Real Jardín Botánico de Kew.
Se desconoce cómo llegaron sus colecciones y manuscritos a los Archivos de la Biblioteca del Herbario Gray
Fue amigo de Charles Darwin y William Jackson Hooker, con quienes mantenía correspondencia, y bisabuelo del comisario de la policía argentina Francisco Nicolía Jameson.
Actualmente residen en San Juan, Argentina, descendientes directos de William Jameson, uno de los cuales es el Dr. Guillermo Salvador Jameson, abogado, casado con la profesora en letras y escritora Norma Isabel García Martí, de los cuales nacieron cuatro hijos de nombres Norma, Elizabeth, Guillermo y Cristina Jameson.

## Honores

### Membresías
En 1866 fue nombrado caballero de la Orden de Isabel la Católica.

### Epónimia
Jameson es conmemorado en el nombre de la especie, Gallinago jamesoni.
- La abreviatura «Jameson» se emplea para indicar a William Jameson como autoridad en la descripción y clasificación científica de los vegetales.[4]